# Diego Bórquez
Diego Bórquez Godoy (Viña del Mar, V Región de Valparaíso, Chile, 10 de septiembre de 1992) es un futbolista chileno. Juega de mediocampista y su equipo actual es el Provincial Marga Marga de la Tercera División A de Chile.

## Trayectoria
Comenzó su carrera en las divisiones inferiores de Santiago Wanderers donde tuvo destacadas actuaciones, pero luego pasaría a Everton de Viña del Mar donde de la mano de Marco Antonio Figueroa lograría debutar en el primer equipo ruletero en la derrota de su equipo frente a Unión Temuco. Luego de esto no volvería a tener participación alguna regresando a las divisiones inferiores de Santiago Wanderers.
En Santiago Wanderers participa a mediados del 2012 en un amistoso frente a San Luis de Quillota donde su equipo lograría la victoria, tras esto no sería tomado en cuenta hasta ser citado para el partido de vuelta de la Copa Decanos de los Andes frente a Quilmes AC donde tendría una buena actuación lo cual lo llevaría a ser parte oficial del plantel al siguiente año. Durante el 2013 tendría algunas participaciones en el primer equipo pero nunca lograría afirmarse en este porque finalizado su contrato este no se le renueva.

## Clubes
| Club                   | País  | Año       |
| ---------------------- | ----- | --------- |
| Everton                | Chile | 2011      |
| Santiago Wanderers     | Chile | 2012-2013 |
| Provincial Marga Marga | Chile | 2014-Act. |